# Grønland (film)
 For alternative betydninger, se Grønland (flertydig). (Se også artikler, som begynder med Grønland)
Grønland er en film instrueret af Jørgen Roos efter eget manuskript.

## Handling
Jørgen Roos' lange dokumentarfilm baserer sig på optagelser, foretaget over 30 år. Filmen om Grønlands historie er lavet til grønlændere og indeholder tegninger, fotos, interviews, nye og gamle optagelser. Den begynder med Erik den Røde og slutter med dagens Grønland. Den omtaler Hans Egede, de store opdagelsesrejsers tid, Knud Rasmussen, det første kongebesøg i 1921, beslutninger i 1948 om at forvandle Grønland til et moderne samfund. Endelig beskriver den Grønlands vej ind i et moderne samfund frem til hjemmestyret.